# Hum Zabočki
Hum Zabočki är en ort i Kroatien.   Den ligger i länet Krapina-Zagorjes län, i den norra delen av landet, 24 km norr om huvudstaden Zagreb. Hum Zabočki ligger 159 meter över havet och antalet invånare är 464.
Terrängen runt Hum Zabočki är platt åt nordväst, men åt sydost är den kuperad. Runt Hum Zabočki är det tätbefolkat, med 343 invånare per kvadratkilometer. Närmaste större samhälle är Zabok, 1,0 km nordväst om Hum Zabočki. Omgivningarna runt Hum Zabočki är en mosaik av jordbruksmark och naturlig växtlighet.